# Kate DiCamillo
Katrina Elizabeth "Kate" DiCamillo (Filadélfia, 25 de março de 1964) é uma escritora estadunidense de livros infantojuvenis, geralmente usando animais em suas histórias.
De 2014 a 2016 DiCamillo é Embaixadora de Literatura Infantil e Juvenil dos EUA, com promoção do livro e a leitura um pouco por todo o país.

## Obras

### Romances
- Por causa de Winn-Dixie - no original Because of Winn-Dixie (2000)
- A libertação do tigre - no original The Tiger Rising (2001)
- A lenda de Despereaux : a história de um rato, uma princesa, uma colher de sopa e um carrinho de linhas - no original The Tale of Despereaux (2003), ilustratado por Timothy Basil Ering
- The Miraculous Journey of Edward Tulane (2006), illus. por Bagram Ibatoulline
- The Magician's Elephant (2009), illus. por Yoko Tanaka
- As aventuras de Flora & Ulisses - no original Flora & Ulysses: The Illuminated Adventures (2013), illus. por K. G. Campbell

### Livros de capítulos
- Bink & Gollie series, text de DiCamillo e Alison McGhee, illus. por Tony Fucile
  - Bink & Gollie (2010)
  - Bink & Gollie: Two for One (2012)
- Mercy Watson series (Candlewick Press), texto de DiCamillo, illus. Chris Van Dusen
  - Mercy Watson to the Rescue (2005)
  - Mercy Watson Fights Crime (2006)
  - Mercy Watson Goes for a Ride (2006)
  - Mercy Watson: Princess in Disguise (2007)
  - Mercy Watson Thinks Like a Pig (2008)
  - Mercy Watson: Something Wonky This Way Comes (2009)

### Livros de ilustrações
- Great Joy (2007), illus. Bagram Ibatoulline
- Louise, the Adventures of a Chicken (2008), illus. Harry Bliss

### Contos
- "An Ordinary Boy", na revista para crianças Spider (vol. 8, edição de 9 de Setembro de 2001)[2]
- "Super Tulip", Spider (vol. 8, edição 9, September 2001)[3]
- "A Rowdy Visit", Spider (vol. 9, edição 1, January 2002)[4]
- "The Third Floor Bedroom", in Chris Van Allsburg, et al., The Chronicles of Harris Burdick: Fourteen Amazing Authors Tell the Tales (Houghton Mifflin Harcourt, 2011)[5][6]